# Annals of Transplantation
Annals of Transplantation – kwartalnik i oficjalna publikacja Polskiego Towarzystwa Transplantacyjnego oraz towarzystw transplantacyjnych: węgierskiego i czeskiego.
Pismo jest na rynku od 1996 r. i ze względu na charakter dziedziny medycyny, którą się zajmuje, jest publikowane w języku angielskim.
Wydawanie przez International Scientific Information, Inc. 361 Forest Ln. Smithtown, New York, 11787; U.S.A.
Jeden z jego założycieli, profesor Wojciech Rowiński, do 2007 był redaktorem naczelnym. Od 2008 pismo jest redagowane przez Profesorów: Piotra Małkowskiego, Krzysztofa Zieniewicza i Wojciecha Lisika (również jednego z założycieli pisma).
Pismo notowane jest w międzynarodowych rejestrach czasopism (Chemical Abstracts CAS; Current Contents / Clinical Medicine; EMBASE/Excerpta Medica; Index Copernicus; Index Medicus/MEDLINE; ISI Alerting System; ISI Journals Master List; PubMed / PMC; SCI Expanded; SCOPUS).
Korzystanie z elektronicznych zasobów pisma on-line jest darmowe.
Impact Factor za 2015 wynosił 1,032